# Marconi (estación)
Marconi es una estación de la línea B del Metro de Roma. Se encuentra en la intersección de Vía Ostiensis con la via Gugliemo Marconi. En honor a este último, famoso inventor e impulsor de la radiotrasmisión a larga distancia, recibe su nombre la estación.
Antes de su inauguración en 1990, la estación EUR Palasport se llamaba EUR Marconi.
En su entorno se encuentra la Universidad de Roma III y el Ponte Guglielmo Marconi.